# Municipio de Manlio Fabio Altamirano
El municipio de Manlio Fabio Altamirano es un municipio del estado mexicano de Veracruz, se localiza en la región central del estado en la zona conocida como el Sotavento. En el año de 1937 se crea el municipio de Manlio Fabio Altamirano, cuyo nombre se elige en honor al abogado y político mexicano nacido en el Estado de Veracruz en el año de 1892.
Su cabecera municipal es la ciudad de Manlio Fabio Altamirano que anteriormente se llamaba "La Purga". Este nombre se debe a que el ferrocarril al llegar a este lugar realizaba el llenado de agua del tanque de la locomotora; al mismo tiempo realizaba el alivio de presión de vapor de agua de la caldera, acción llamada "purga" por esta razón a esa parada obligada del tren se le llamó así: La Purga. Al aparecer la estación, el embarcadero para ganado y la báscula para peso de mercancías y animales, se popularizó aún más el nombre para ese creciente poblado.
Antes de la llegada del ferrocarril a la zona, el pueblo se encontraba a unos 2 kilómetros al sureste de su ahora posición actual, pero debido a los trabajos de colocación de la vía, la gente se quedó establecida a los costados de la misma, empezando así a crecer un pueblo nuevo, haciendo que el anterior desapareciera. Posterior a la llegada del ferrocarril, La Purga se volvió un importante punto de embarque de ganado, fruta y maíz, dando origen también a la aparición de grandes tiendas, tales como la del comerciante Simón Sarmiento y los almacenes de Los Fernández, en estos almacenes se encontraba de todo y se comercializaba a través del trueque de cosechas, animales o productos lácteos, tampoco dejar de lado las grandes panaderías que se encontraban en el lugar, como la de los Villegas o la del difunto señor Justino Hernández Palafox, sin pasar por alto la tienda de abarrotes Vargas, o los diferentes encuentros de ventas de frutas de la zona, ya que era el principal giro del pueblo.

## Geografía
El municipio de Manlio Fabio Altamirano se encuentra en la zona central de Veracruz, sus coordenadas geográficas son 18° 58' - 19° 12' de latitud norte y 96° 16' - 96° 27' de longitud oeste y tiene una altitud que va de los 20 a los 100 metros sobre el nivel del mar. Limita al norte con el municipio de Paso de Ovejas, al noreste con el municipio de Veracruz, al este con el municipio de Medellín, al sureste con el municipio de Jamapa, al sur con el municipio de Cotaxtla y al oeste con el municipio de Soledad de Doblado.

### Clima
Su clima es cálido-seco con una temperatura promedio de 25.2 °C; su precipitación pluvial media anual es de 909 mm.

### Localidades
El municipio de Manlio Fabio Altamirano tiene una totalidad de 113 localidades, las principales y su población en 2010 es la siguiente:
| Localidad               | Población |
| ----------------------- | --------- |
| Manlio Fabio Altamirano | 4 856     |
| Tenenexpan              | 1 861     |
| Mata Loma               | 1 720     |
| Loma de los Carmona     | 1 366     |
| La Martucha             | 83        |
| Total municipio         | 22 585    |

## Fiestas populares

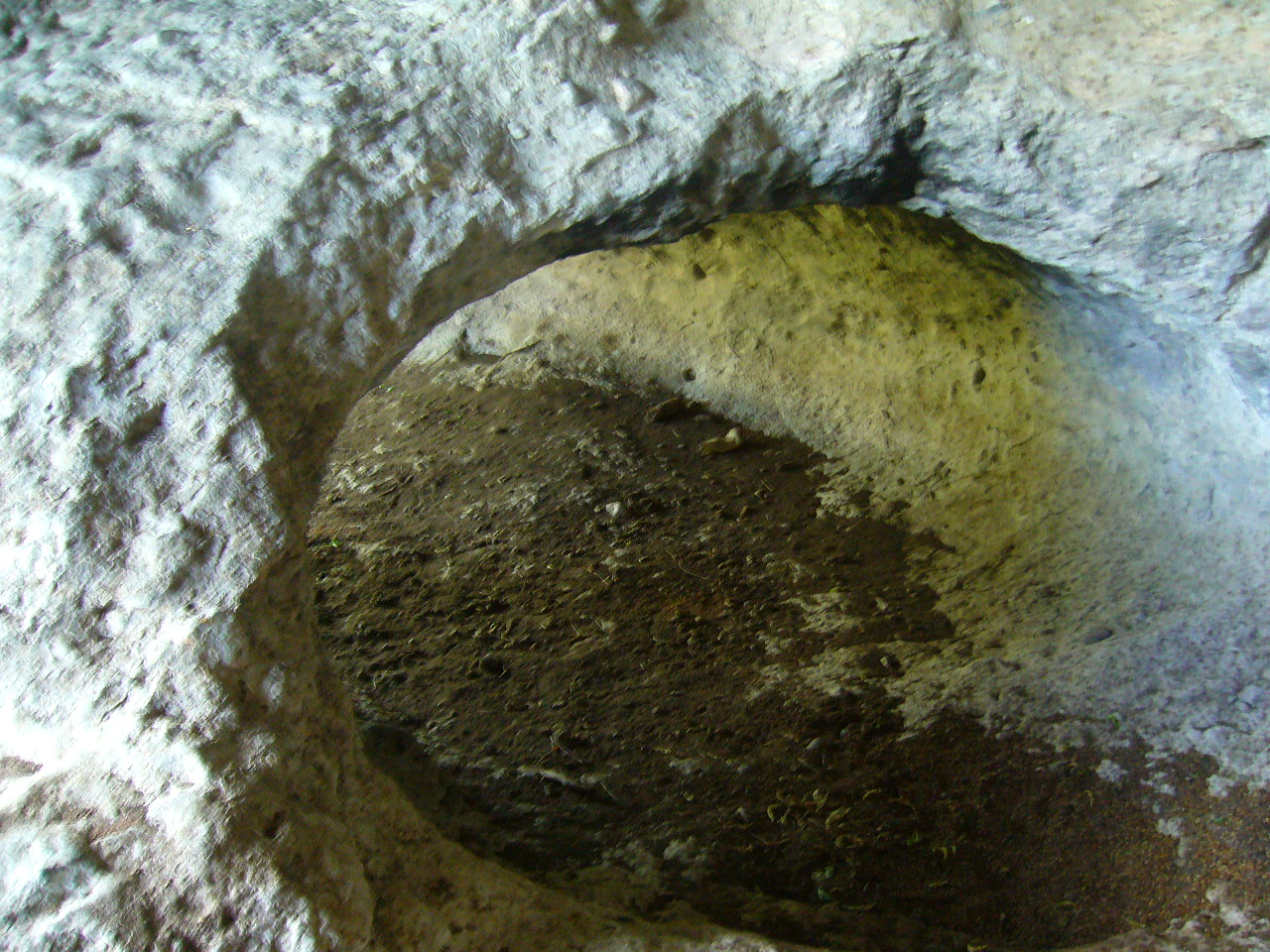
Cueva del Tía Chana, Veracruz.

El 12 de diciembre se celebra la feria regional en honor de la Virgen de Guadalupe, con bailes populares, danzas autóctonas y folklóricas y encuentros deportivos. Además se celebra la Semana Santa y en el día de muertos los panteones se ven pletóricos de arreglos florales de toda clase.

## Sitios de interés
- Actualmente cuenta con la Cueva de la Tía Chana , situada en el ejido de san cenobio, sitio de importancia histórica por servir de refugio a Guadalupe Victoria previamente a su toma de la Hacienda de San Diego
- Parque Central  ubicado en la cabecera municipal, cuenta con un reloj monumental, un kiosko y una estatua en honor a Manlio Fabio Altamirano
- En la cabecera municipal cuenta con una Estación de Ferrocarril de estilo porfiriano, se encuentra actualmente un proyecto para convertirlo en museo arqueológico regional
- El río de la población de Tenenexpan, en sus zonas denominadas: "el paso, las lomeñas y lavaderos"

también cuenta con las fiestas de 15 y 16 de septiembre es una tradición ir al parque central a dar el grito "viva México" con el presidente del municipio. en esta fecha se acostumbra a traer una feria para que los manliofabiences disfruten al igual que hacer un baile musical.
otra fiesta parecida a la del mes patrio es la fiesta de la revolución mexicana,"el 20 de noviembre"

## Curiosidades
Dentro del municipio de Manlio esta la localidad de Loma de los Carmona, en el ejido de Rito García de este lugar, existe una cueva que atraviesa las conocidas lomas llamadas del muerto, dichas lomas enlazan algunas localidades cercanas. Se dice que fue escondite de Guadalupe victoria y que en este lugar se reunía con sus simpatizantes para planear las batallas que se dieron en Soledad de Doblado. Dentro de estas cuevas existen pinturas rupestres, restos de objetos de barro de hace cientos de años aquí también se encontraron figuras de piedra , jade, lanzas oxidadas, etc., todo esto plagiado por casa fortunas que lo vendían a extranjeros que acudían a dicha comunidad a negociar con los campesinos aprovechándose de su ignorancia. Años atrás cuentan los habitantes que han visto costalitos repletos de centenarios y joyas pertenecientes a la época de la independencia, pero que todo aquel que entra ( si solo entran a mirar salen vivos) a querer sacar algún objeto de valor se le termina el oxígeno y ya no sale. Hace aproximadamente 50 años visitaron esta cueva antropólogos y arqueólogos testificaron que dicha cueva atraviesa de un pueblo a otro que es un laberinto subterráneo que efectivamente hay cadáveres con armas pero que no se pueden sacar porque se deshacen al tener contacto con el medio que le rodea en el exterior y que data de la prehistoria pues hay evidencia de ello, solo esto fue lo explicado pero del tesoro no se supo nada. Actualmente se observan a la entrada de esta cueva un sinnúmero de esqueletos tirados. Todo esto dicho y constatado por los mismos campesinos que trabajan estas tierras.
Actualmente se encuentra cerrada la entrada a esta cueva por la peligrosidad que representa para sus habitantes y personas ajenas a ella.

## Presidentes Municipales
- (2021-2025): Ana Lilia Arrieta Gutiérrez
- (2017-2021): Nora Esther Vela Torres
- (2013-2017): Martín Lagunes Heredia
- (2010-2013): Roberto Patricio Torres Fernández
- (2007-2010): Nahudt Hernández Rosales
- (2004-2007): Luz Santa Lagunes Molina
- (2000-2004): Martín Lagunes Heredia
- (1997-2000): Lourdes Hernández Hernández
- (1994-1997): Efraín Lara Serrano
- (1991-1994): Gilberto Rodríguez Aldazaba
- (1988-1991): Marco Antonio Ríos López
- (1985-1988): Fernando Lara Serrano
- (1982-1985): Benigno Ramirez
- (1979-1982):